# Will (Sun Eats Hours)
| Recensione | Giudizio |
| ---------- | -------- |
| Ox-Fanzine | 7/10     |

Will è il secondo album in studio dei Sun Eats Hours, autoprodotto e pubblicato nel 2002 per la Agitato Records.

## Descrizione
L'album è stato presentato il 25 marzo 2002 al Rock Planet di Pinarella di Cervia. È stato distribuito anche in Svizzera, dalla Snayle Records. Alla pubblicazione del disco i Sun Eats Hours hanno fatto seguire un tour italiano, che ha riscosso apprezzamenti.
Il disco ha visto 2000 copie vendute in meno di due mesi e oltre 3000 copie dopo tre mesi, ottenendo buone recensioni; dall'anno successivo non è più in commercio.
Il brano The Sun Eats Hours è una rivisitazione del brano Suneatshours, proveniente dall'omonima demo (1999).
Idiosyncrasy contiene anche La Mangiauomini e un'ulteriore traccia fantasma.

## Tracce
Testi e musiche di Francesco Lorenzi.
1. Count Down – 0:16
2. I Against the World – 3:05
3. Spain – 3:40
4. That Day – 2:46
5. Dazed – 2:30
6. Ordinary Discussion – 1:35
7. Nothing Is Dead – 2:57
8. Rustles – 4:07
9. The Sun Eats Hours – 2:28
10. Pain – 3:20
11. September 2001 – 2:22
12. Ill-Equipped – 3:13
13. Five A.M. – 2:56
14. Idiosyncrasy – 15:21 – contiene due tracce fantasma

Durata totale: 50:36

## Formazione
Formazione come da libretto.
Sun Eats Hours
- Francesco Lorenzi – voce e chitarra
- Riccardo Rossi – batteria; voce nella traccia fantasma
- Marco Auriemma – basso
- Andrea "the Huge" Barone – live showman; voce nella traccia fantasma

Musicisti aggiuntivi
- Francesco Chillemi – cori

Produzione
- Marco Bellucci – registrazione, mixaggio, mastering
- Francesco Chillemi – registrazione, mixaggio, mastering
- Marco Cendron – direzione artistica